# ZP3
ZP3‏ (Zona pellucida glycoprotein 3) هوَ بروتين يُشَفر بواسطة جين ZP3 في الإنسان.